# Dames
Les dames són un grup de jocs de tauler jugats sobre un escaquer en què es mou en diagonal i es menja saltant.

## Història

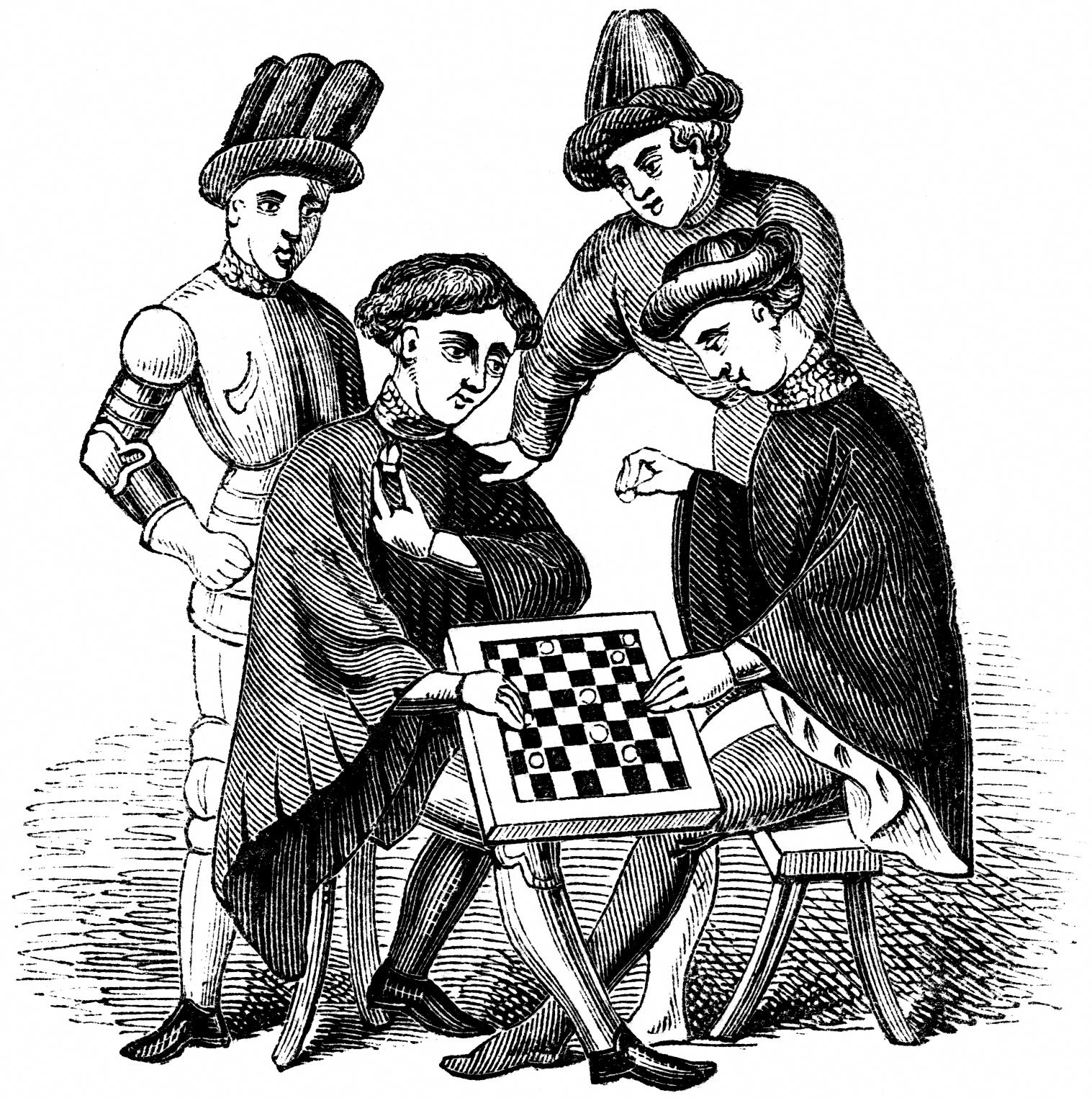
Dos homes medievals juguen a dames, amb dos espectadors.

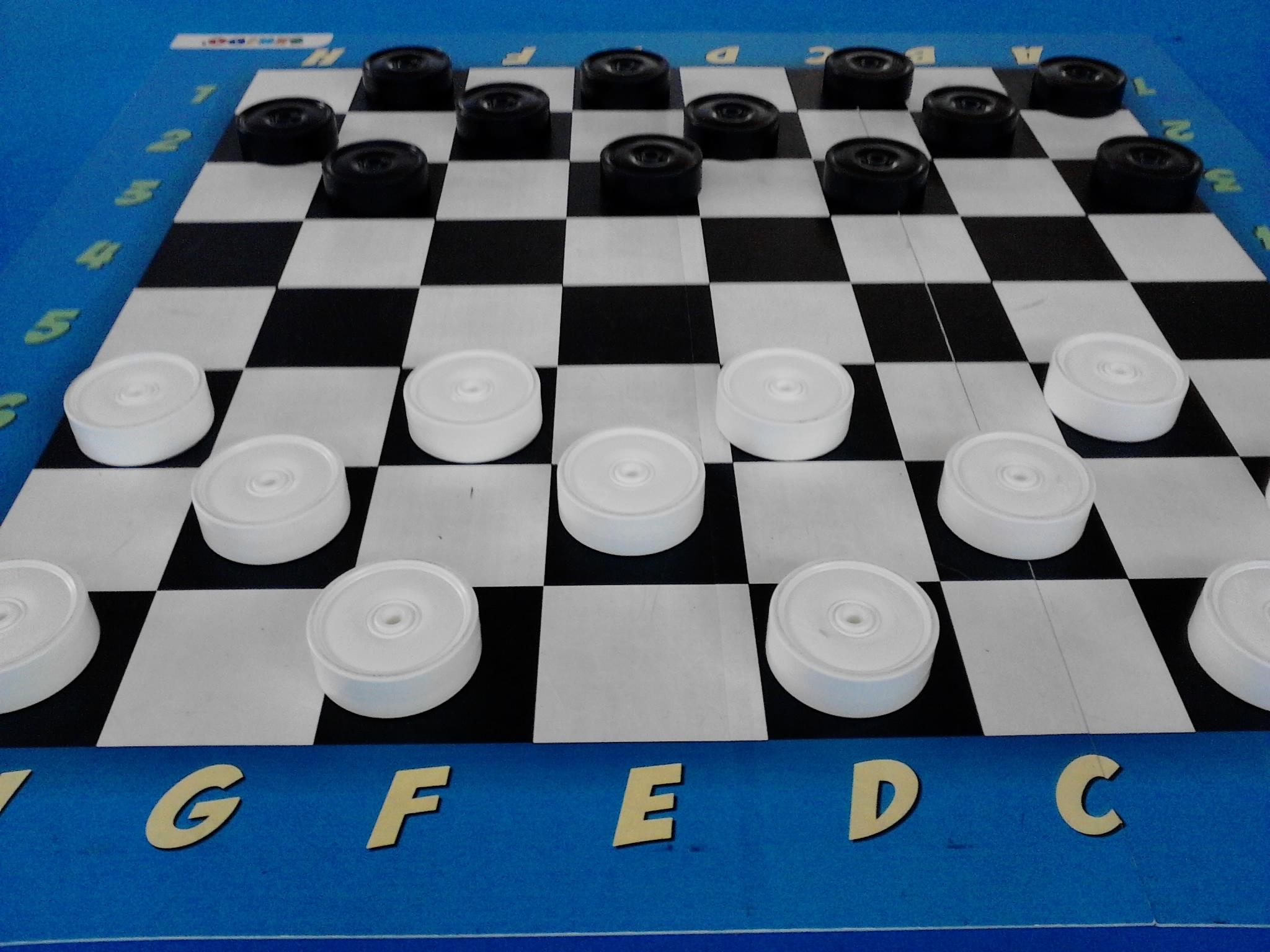
Dames gegants es mostren a la fira de Montichiari, Itàlia

Hi ha qui, basat en tan sols proves arqueològiques de peces d'una sola mena i dos colors diferents, n'atribueix un origen a l'antiga Pèrsia o abans, però tot assenyala una naixença més moderna. L'opinió generalitzada és que les dames van sorgir d'unir les regles de l'alquerc amb un tauler d'escacs. Alguns estudiosos afirmen que també prové d'unir-ho amb unes peces d'un joc de tauler (això és, de la família del backgammon). Tant les dames com l'alquerc tenen dotze peces per jugador, mentre que el backgammon en té quinze. Aquesta unió, segons els espanyols, es va produir a Espanya i, segons els francesos, a França. Pel que sembla, va passar entre València i Occitània.
Al Museu Britànic hi ha dipositat un manuscrit escrit per un filòleg àrab valencià, ibn Dihya (1149-1235), que anomena el joc farisia (nom que fa referència al visir del xatranj, avantpassat de la reina (o dama) dels escacs). A la Crònica de Philip Mouskat (1243) es parla del joc de fierges, que és com s'anomenava a l'època la dama dels escacs. En la literatura catalana medieval se les anomenava marro de punta, on «marro» gairebé equivaldria a joc de tauler i «de punta» insinuaria el moviment en diagonal.
La primera referència escrita amb el seu nom actual apareix al Livre de deablerie d'Éloi d'Amerval (1508). El primer llibre sobre aquest joc va ser publicat a València el 1547 per Antonio de Torquemada amb el títol El ingenio, ò juego de Marro, de punta, ò Damas.
Hi ha una certa polèmica entre els estudiosos dels escacs i les dames sobre qui li va donar el nom a qui, si la peça dels escacs al joc de les dames o a l'inrevés. Hi ha qui creu que el nom de «dames» prové del germànic damm, que vindria a dir «presa, mur de contenció», i faria referència a la darrera renglera del tauler, on es coronen les peces. Sovint s'han considerat les dames el germà pobre dels escacs, insinuant que qui val juga a escacs i qui no a dames.
Segons sembla, la regla que obliga a, si es pot, capturar va néixer a França l'any 1535. Al segle xvii van néixer les anomenades dames internacionals, aleshores dites poloneses. L'apel·latiu polonès més que res volia dir exòtic, igual que passarà al segle xx amb les dames xineses.

## Regles tradicionals
Les dames són jugades per dues persones en un escaquer de 8x8 escacs. La casella a la dreta de cada jugador és blanca. Cada jugador disposa de 12 peces d'un mateix color (l'un blanques, l'altre negres) que al principi de la partida es troben a les caselles negres de les tres files més properes a ell. Es juga per torns alterns. Comença a jugar el qui porta les blanques. En el seu torn cada jugador mou una peça pròpia. Les peces es mouen (quan no maten) una posició endavant en diagonal a la dreta o a l'esquerra, a una posició adjacent buida.

### Captura
Quan maten, les peces salten per damunt d'una peça contrària situada en una casella adjacent endavant, i van a parar a la casella immediatament següent, que cal que estigui buida. Les captures es poden encadenar. Això és, si se salta una peça i des de la posició on ha acabat es pot saltar una altra, es fa. Les peces mortes no es retiren del tauler fins a acabar el moviment.
Si es pot, el jugador està obligat a matar (totes les peces possibles). Davant de diverses opcions, està obligat a matar el màxim de peces possibles. Davant de diverses opcions en què es mata la mateixa quantitat de peces, cal triar el moviment en què es mati el màxim de dames (vegeu la secció «La dama»).
En el joc més formal, si un jugador no fa una captura possible o no fa la captura màxima l'altre jugador l'adverteix i està obligat a capturar (el màxim). En el joc més familiar, en aquest cas, l'altre jugador el deixa fer i quan ha acabat de fer el moviment erroni l'altre li bufa la peça amb què podia matar (més). Això és, l'agafa i la treu del joc. Sovint fa el moviment teatral d'apropar-se-la als llavis i bufar-li literalment. En el cas que hi hagi dues peces susceptibles de ser bufades pot triar la que vulgui, però només una. El fet de bufar una peça no constitueix moviment. O sigui, després de bufar una peça contrària fem el nostre moviment normal.

### La dama
Quan una peça acaba un moviment en la darrera renglera de caselles, esdevé una dama. Això se sol indicar posant-hi una altra peça al damunt (normalment, les peces de jugar a dames són planes).
Les dames es mouen seguint les diagonals, i poden anar en qualsevol direcció, avançant tantes caselles buides com vulguin.
Per capturar, salten per damunt d'una peça contrària que pot estar separada de la dama per una línia de caselles buides, com totes les peces, han de caure a la casella immediatament després de la peça capturada. Com les peces normals, les dames encadenen les captures, i com elles no treuen les peces capturades fins a haver acabat totes les captures. Això ara té més sentit, ja que una peça de les capturades, si la retiréssim abans de temps, podria permetre de capturar-ne altres.
Com sempre, cal capturar el màxim de peces i en cas de poder triar, on hi hagi més dames. Si es juga a bufar, les dames també es bufen.

### Final de partida
Perd qui es queda sense peces sobre el tauler.
Si quan arriba el torn d'un jugador aquest no pot moure, ja que totes les peces que li resten en joc estan bloquejades, la partida es considera taules. En algunes variants locals o familiars, qui no pot moure perd.

## Variants
Hi ha moltes variants locals de les dames. Aquí en presentem unes quantes.

### Dames angleses
Les dames angleses (o americanes) es diferencien en:
- Les dames (en diuen kings) mouen com una peça normal, només que també cap enrere
- Davant dues opcions de captura no cal triar la que captura més peces, ni de més rang. Això sí, si comencem una captura i es pot continuar, ho hem de fer.
- És obligatori capturar. No existeix el bufar.
- Si un jugador no pot moure, ha perdut.
- Comencen les negres
- A nivell més anecdòtic, les peces solen ser vermelles i negres.
- Si les dues persones que juguen la partida ho fan el millor possible, el resultat és de taules. La demostració corresponent, publicada el 2007, va fer servir tècniques d'intel·ligència artificial.[4]

### Dames espanyoles
Les diferències són:
- Amb el tauler posat igual, les peces van a les caselles blanques.
- A nivell oficial, no es bufa.
- Si un jugador no pot moure, ha perdut.

### Dames italianes
Les diferències són:
- Amb el tauler posat igual, les peces van a les caselles blanques.
- Captura obligatòria; no es bufa.
- Si un jugador no pot moure, ha perdut.
- Les peces normals no poden capturar dames.
- Davant de múltiples possibles captures, cal triar:
  - Aquella amb què es capturen més peces
  - En cas d'igualtat, abans capturar amb una dama que amb una peça normal.
  - En cas d'igualtat, la que captura més dames.
  - En cas d'igualtat, la que captura abans una dama.

### Dames internacionals

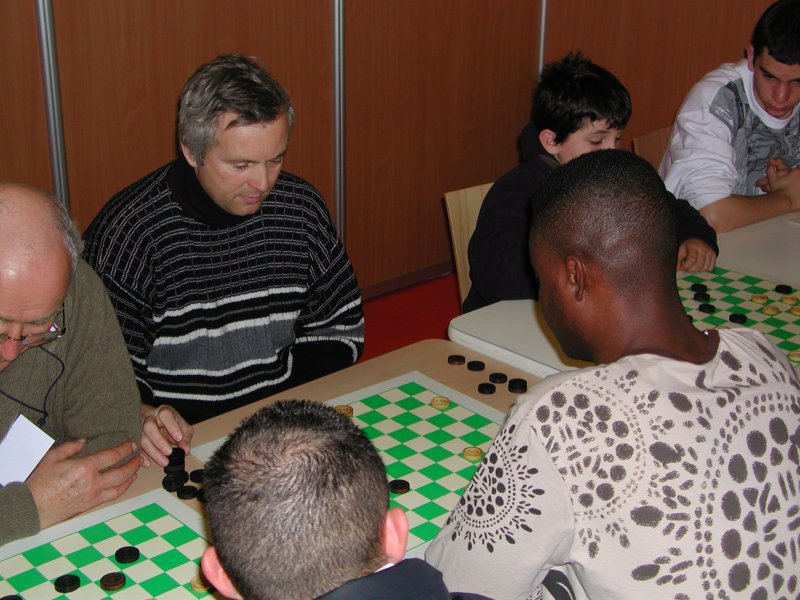
Festival internacional de jocs de Cannes. Jugant a dames internacionals

Les dames internacionals (o dames poloneses malgrat no haver-hi nascut - era una manera de dir-ne exòtiques o diferents) van néixer el segle xvii als Països Baixos però van ser realment internacionalitzades des de França a partir del segle xviii. Són les dames més jugades en general i de les que es fan torneigs internacionals.
Les diferències són:
- Es juguen en un tauler de deu per deu caselles amb vint peces per jugador.
- Les peces normals mouen només endavant però per a capturar també ho poden fer enrere, fins i tot combinant captures múltiples endavant i enrere.
- Per a coronar dama cal haver acabat el moviment a la darrera fila. Si en mig d'una captura estem a la darrera fila, però podem seguir capturar cap enrere, ho hem de fer i no coronem.
- Qui no pot moure, perd.
- Hi ha preferència per a la captura amb més peces, però davant el mateix nombre de peces és igual si són normals o dames.
- Com a dada anecdòtica, normalment els colors del tauler són blanc i verd.

### Dames canadenques

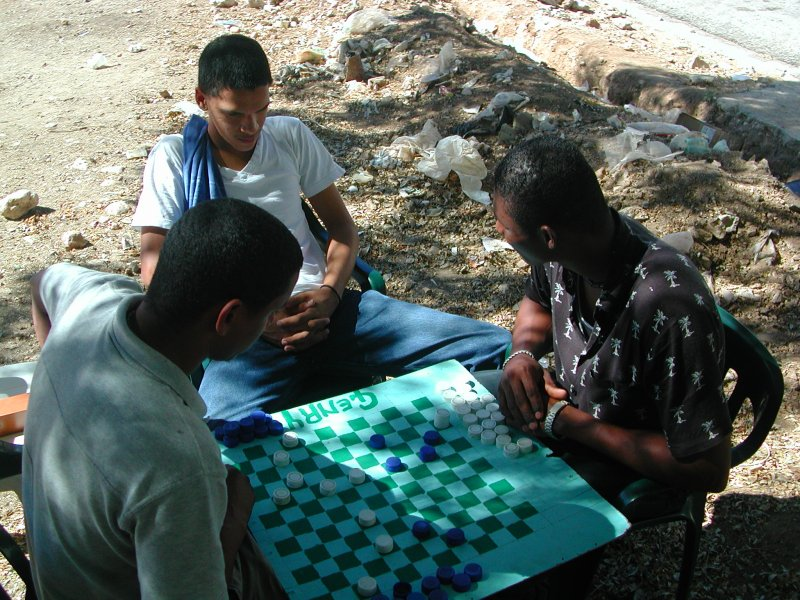
Barahona, República Dominicana. Jugant a tablero, nom local per a les dames canadenques

Les dames canadenques es juguen al Canadà però també a diversos països del Carib, com Antigua i Barbuda i la República Dominicana.
Les regles són iguals a les de les dames internacionals, però jugades en un tauler de dotze per dotze caselles amb trenta peces per jugador.

### Dames brasileres
Les dames brasileres són iguals que les dames internacionals però jugades en un tauler de vuit per vuit amb dotze peces.

### Pool checkers
Les pool checkers es juguen al sud dels EUA. Són iguals a les dames brasileres, amb la diferència que davant diverses opcions de captura no cal fer la que captura el màxim de peces i que comencen les negres.

### Dames russes
Les dames russes són iguals que les pool checkers amb la diferència que si en mig d'una captura s'arriba a la darrera fila es corona i se segueix la captura com a dama i que comencen les blanques. S'hi juga a parts de l'antiga Unió Soviètica i a Israel.

### Dames turques
Les dames turques, de nom original dama es juguen a les mateixes zones que les dames russes i a Turquia. Són les més diferents de totes les altres dames.
El tauler és de vuit per vuit caselles sense escacar. Cada jugador té setze peces, que estan col·locades, al principi, en la segona i la tercera fila més properes a cadascun.
- Les peces mouen ortogonalment, una posició endavant o als costats, no enrere.
- Es captura saltant, també als costats o endavant.
- S'encadenen les captures. Tal com es van capturant, es retiren les peces capturades.
- Quan una peça arriba a la darrera fila es corona dama.
- Les dames mouen qualsevol nombre de posicions buides endavant, enrere o als costats.
- Les dames capturen igual que les peces normals, però poden capturar peces separades d'elles per una línia de caselles buides i anar a parar a qualsevol casella de darrere de la peça capturada, seguint una línia de caselles buides.
- Capturar és obligatori. Cal capturar el màxim nombre de peces.
- Guanya qui captura totes les peces del contrari, l'immobilitza o el deixa amb una sola peça contra, com a mínim, una dama.

## Desfent malentesos
- Les dames no són una variant dels escacs.
- Les dames xineses no tenen res a veure amb les dames.